# Great Gransden
Great Gransden – wieś w Anglii, w hrabstwie Cambridgeshire, w dystrykcie Huntingdonshire. Leży 19 km na zachód od miasta Cambridge i 76 km na północ od Londynu. W 2001 miejscowość liczyła 969 mieszkańców.